# Norman Whiteside
Norman Whiteside (Belfast, 7 de mayo de 1965) es un exfutbolista norirlandés. Ocupaba las demarcaciones de delantero y centrocampista.

## Biografía
Nacido en Belfast, hijo de Norman y Aileen Whiteside, creció en Shankill Road; debido a esto y a su estilo de juego agresivo y físico, los seguidores del Manchester United lo apodaron más tarde como el "Shankill Skinhead". Más tarde, la familia se mudó a 10 Danube Street, la pobreza de su familia significó que Whiteside tuvo que compartir la cama con sus dos hermanos. Permaneció relativamente ileso por The Troubles, ya que sus padres protestantes mantuvieron una estrecha vigilancia sobre sus hijos para asegurarse de que no se alejaran mucho de casa y que ninguno de ellos se involucrara con la lealtad del Úlster. A la edad de siete años se unió a la Boys' Brigade y rápidamente mostró su talento natural para el fútbol, anotando diez goles en un partido contra niños que casi le doblaban la edad. Fue educado en Cairnmartin High School y se hizo famoso en el área de Shankill como un prodigio del fútbol a la edad de 11 años.
Se dijo que fue descubierto por el cazatalentos de Ipswich Town, Jim Rodgers (sus goles a nivel de colegial significaban que ya era muy conocido entre todos los cazatalentos de fútbol de Irlanda del Norte), a quien el entrenador Bobby Robson le dijo que esperara hasta que Whiteside creciera. En cambio, fue el cazatalentos del Úlster del Manchester United, Bob Bishop, de 80 años, quien previamente descubrió a George Best y Sammy McIlroy, nacidos en Belfast, para el club, quien primero le ofreció una prueba en un club inglés. La familia de Whiteside era seguidora del Manchester United, aunque el propio joven no tenía ninguna lealtad en particular. Descubrió que le habían ofrecido términos escolares en el club durante un viaje escolar a los Estados Unidos; en el viaje, él y sus compañeros de clase se encontraron con el presidente Jimmy Carter en el Despacho Oval, una rara y extraordinaria ocasión para los niños de entornos desfavorecidos.

## Trayectoria

### Manchester United
Unos días antes de que Whiteside tuviera la edad suficiente para firmar términos de colegial con el Manchester United, se le ofreció una prueba en el Liverpool, lo que provocó que el jefe de cazatalentos del United, Joe Brown, volara a Belfast para ofrecerle inmediatamente el contrato de colegial para firmar. Whiteside permaneció en Belfast y voló a Mánchester todos los fines de semana para entrenar. Desde los 14 años fue comparado constantemente con George Best (en ese momento en el ocaso de su carrera), y Whiteside hizo poco para desalentar tales comparaciones cuando le dijo a un periodista que "lo único que tengo en común con George Best es que venimos del mismo lugar, jugamos en el mismo club y fuimos descubiertos por el mismo hombre".
Sus problemas de lesiones comenzaron ya en 1980, cuando tenía 15 años y vio al fisio de Glentoran, Bobby McGregor, para resolver una distensión en la ingle; Whiteside dijo que el masaje altamente físico al que fue sometido dañó su pelvis y le privó de su ritmo natural. Su falta de ritmo se vio más tarde como la única debilidad de su juego. Seis semanas después de su aprendizaje, en julio de 1981, y un desafío aparentemente inocuo por parte de un jugador del Preston North End en un juego del equipo 'A', Whiteside requirió una operación en la rodilla derecha. Si la lesión hubiera ocurrido un par de años después, habría podido someterse a una cirugía mínimamente invasiva, que podría haber salvado su carrera. Después de un descanso de siete meses y una nueva operación para extirpar el cartílago, volvió a estar en forma en enero de 1982. Tuvo que adaptar su estilo de juego para compensar su rodilla y pelvis dañadas, y se desarrolló bien con el entrenador del equipo juvenil Eric Harrison.
Whiteside se convirtió en el jugador más joven en debutar del United desde Duncan Edwards en 1953, cuando debutó como suplente contra el Brighton & Hove Albion en una victoria de liga por 1-0 en el Goldstone Ground el 24 de abril de 1982, dos semanas antes de cumplir 17 años. Más tarde jugó en la derrota final de la FA Youth Cup ante Watford, aunque pasaría solo otro año antes de que apareciera en la final de la competencia absoluta. Se convirtió en profesional en el Old Trafford cuando cumplió 17 años, firmó un contrato de tres años, y compartió habitación con Steve Coppell, quien estaba al borde del retiro debido a una lesión en la rodilla. También entabló una estrecha amistad con Paul McGrath, quien también enfrentaría problemas similares en la rodilla. En el último día de la temporada, ocho días después de cumplir 17 años, se convirtió en el goleador más joven del club en la victoria por 2-0 en casa sobre el Stoke City.
Sus actuaciones en la Copa del Mundo de 1982 convencieron al entrenador Ron Atkinson para colocar de titular Whiteside junto a Frank Stapleton al frente del ataque del United para la temporada 1982-83. Los dos eran jugadores similares en el sentido de que sostenían el balón y hacían carreras frecuentes hacia el área, lo que permitió que el mediocampista Bryan Robson se uniera al ataque. Whiteside anotó cuatro goles en los primeros cinco juegos de la campaña, antes de entrar en una sequía de diecisiete juegos. Anotó seis goles en 16 partidos en competiciones de copa nacionales esa temporada, ayudando al Manchester United a llegar a la final tanto de la Copa de la Liga como de la FA Cup para superar al Arsenal en las semifinales de la FA Cup. A la edad de 17 años y 323 días, venció al mediocentro del Liverpool, Alan Hansen, para marcar en la final de la Copa de la Liga en Wembley, convirtiéndose en el jugador más joven en marcar en una final de la Copa de la Liga; sus actuaciones constantes contra el Liverpool durante la década de 1980 le valieron el apodo de "Azote de los Scousers" por parte de los seguidores del United. Dio una asistencia a Stapleton en la final de la Copa FA, que terminó en un empate 2-2 contra el Brighton & Hove Albion. A la edad de 18 años y 18 días, marcó un gol de cabeza en la repetición, que el United ganó 4-0, para convertirse en el jugador más joven en marcar en una final de la Copa FA. También se convirtió en el primer jugador en anotar en las dos finales de copa nacionales en la misma temporada. Jugó 57 veces en todas las competiciones de esa temporada y solo se perdió tres partidos de liga, anotando un total de 14 goles.
Más tarde, el Manchester United aceptó una oferta de £ 1,5 millones por Whiteside del AC Milan y le ofreció £ 100,000 en efectivo para aceptar la transferencia. Rechazó la transferencia, porque sintió que todavía tenía un buen futuro con el Manchester United y porque solo se le dio un breve tiempo para considerar si se transferiría o no a un club y una ubicación sobre la que sabía poco. Continuó impresionando, a pesar de que se sugirió que el delantero cedido Garth Crooks tomara su lugar en el primer equipo y firmara un contrato permanente (lo que nunca sucedió). Sin embargo, el United no ganó ningún trofeo en la 83-84. Sin embargo, jugó un papel en la victoria por 3-0 sobre el Barcelona en Old Trafford en la tercera ronda de la Recopa de Europa, que anuló un déficit de 2-0 en el partido de ida. Perdió su puesto de titular ante Mark Hughes para el choque de semifinales con la Juventus en el Estadio Olímpico de Turín, que terminó en una derrota por 2-1.
Para febrero de 1985, había jugado solo ocho juegos en la temporada 1984-85, y se había quedado atrás en el orden jerárquico frente a Stapleton, Hughes y el nuevo fichaje Alan Brazil. Sin embargo, la lesión del mediocampista Remi Moses dejó una abertura en el centro del campo, y Whiteside demostró ser una revelación en el papel con su juego inteligente y habilidades de posicionamiento, y permaneció en el mediocampo durante el resto de la temporada junto al técnico Ron Atkinson. Formó una sociedad sólida con Bryan Robson, a pesar de que los dos eran jugadores de ataque similar, y el United perdió solo uno de sus primeros 15 juegos con esta nueva asociación en el mediocampo en funcionamiento. Whiteside anotó el único triplete de su carrera profesional en la victoria en casa por 4-2 sobre el West Ham United el 9 de marzo de 1985, en los cuartos de final de la FA Cup; fue un hat-trick perfecto en el sentido de que anotó una vez con cada pie y una vez con la cabeza. Continuó anotando el gol de la victoria en la final de la Copa FA de 1985, lanzando un tiro desde el lado derecho en el minuto 20 de la prórroga, para darle al United la victoria de diez hombres sobre el Everton, y a Whiteside su segundo campeonato de la FA Cup. El gol requería visión, sincronización y disparos precisos; y The Guardian elogió su "cerebro futbolístico genial" y "ocultamiento inteligente del tiro". Después de este éxito, negoció un nuevo contrato de 60.000 libras esterlinas al año.
El United ganó sus primeros 10 partidos de liga de la campaña 1985-86, estaba invicto en los primeros 15 y parecía destinado a ganar el título de Primera División. Sin embargo, se retiraron a mitad de temporada y ganaron solo seis de sus últimos 18 juegos para terminar la temporada en el cuarto lugar, 12 puntos detrás del campeón Liverpool. La prensa culpó del declive en la forma a la cultura de beber del club y la actitud disciplinaria laxa de Ron Atkinson, aunque en su autobiografía Whiteside niega que esto sea el culpable y afirma que las historias de las sesiones de bebida del jugador fueron exageradas.
Ese verano, Whiteside, de 21 años, jugó su segunda Copa del Mundo.
Luego vino un declive en su carrera a una edad temprana, que comenzó alrededor del momento de la llegada del nuevo entrenador Alex Ferguson en noviembre de 1986, el cambio de entrenador que se produjo después de un pésimo comienzo de temporada llevó a la decisión de despedir a Ron Atkinson. Whiteside, que solo tenía 21 años, enfrentaba problemas en la rodilla derecha que ahora comenzaban a requerir procedimientos médicos serios para evitar que provocara su retiro. Ferguson volvió a poner a Whiteside al frente y, a su vez, anotó tres veces en sus primeros cuatro juegos después de una lesión. Sin embargo, Ferguson tuvo que reprender a Whiteside después de algunas de sus numerosas sesiones de bebida. Terminó la temporada 1986-87 con 10 goles en 37 apariciones, sin embargo, el United solo pudo lograr un undécimo puesto.
Al comienzo de la temporada 1987-88, Whiteside representó a la First Division en un partido contra el 'Resto del mundo' para celebrar el centenario de la liga. Formó una sociedad sólida con el nuevo fichaje Brian McClair, anotando 10 goles en 35 apariciones, aunque el United terminó segundo en la liga detrás del Liverpool, a menudo se encontraba en el mediocampo o en el banquillo cuando Peter Davenport fue seleccionado para jugar junto a McClair. Sin embargo, sintió que se le debía un mejor contrato y decidió 'descifrar el engaño' del club entregando una solicitud de transferencia. Recuperándose de una lesión y abuso de algunos seguidores por su solicitud de transferencia, tuvo lo que muchos fanáticos del United llaman la mejor actuación de su carrera en Anfield el 4 de abril de 1988, cuando salió como suplente con su equipo 3-1 abajo para ayudar al United a salvar un punto.
Se rompió el tendón de Aquiles a mitad de la temporada 1987-88 y se perdió casi un año de acción del primer equipo. El gol de Whiteside en la victoria por 2-1 sobre el Derby County en un partido de liga en el Baseball Ground el 10 de febrero de 1988 sería el último para el Manchester United.
En el verano de 1988, fue incluido en la lista de transferencias y estuvo cerca de unirse al club estadounidense Portland Timbers, antes de que una lesión detuviera las negociaciones. Un precio de 1 millón de libras esterlinas también desalentó una gran cantidad de interés potencial.
En el verano de 1988, Ferguson trajo al delantero Mark Hughes de regreso a Old Trafford después de dos años fuera, lo que limitó aún más las oportunidades de Whiteside para el primer equipo. Sus continuos problemas de condición física y la creciente competencia por lugares en el primer equipo significaron que Whiteside jugase solo seis partidos de liga en la temporada 1988-89.
En vista de los informes médicos de Whiteside, Ferguson rechazó ofertas de 500.000 libras esterlinas de Osasuna de España y del nuevo club de Ron Atkinson, el Sheffield Wednesday, antes de aceptar una oferta de 600.000 libras esterlinas (a las que seguirían 150.000 libras esterlinas si Whiteside llegaba a los 50 partidos) del Everton en julio de 1989. Esto fue para consternación de algunos de los seguidores del club, quienes sintieron que todavía había un camino de regreso para Whiteside en Old Trafford. Ferguson tenía la intención de construir su propio equipo habiendo firmado al dúo de mediocampistas Neil Webb y Mike Phelan, y también en la búsqueda de otros jugadores, incluidos Paul Ince, Gary Pallister y Danny Wallace.
Había jugado un total de 278 partidos en todas las competiciones con el United, anotando 68 goles y consiguiendo dos FA Cup, a pesar de que solo tenía 24 años cuando se fue.

### Everton
Whiteside firmó un contrato de cuatro años con el Everton y Alex Ferguson lo ayudó a negociar un acuerdo salarial que lo haría ganar más en dos años en Goodison Park de lo que había ganado durante sus ocho años en Mánchester. He was also offered £50,000 to put his name to a tabloid article criticising Ferguson, though he declined the offer. También le ofrecieron 50.000 libras esterlinas para que pusiera su nombre en un artículo sensacionalista que criticaba a Ferguson, aunque rechazó la oferta. En ese momento, el Everton contaba con un éxito más reciente que el Manchester United, habiendo ganado dos títulos de liga, una FA Cup y la Recopa de Europa. Colin Harvey planeaba aumentar las posibilidades de los "Toffees" de obtener más trofeos, y también en 1989 contrató a Mike Newell, Martin Keown, Stefan Rehn y Raymond Atteveld. Whiteside se convirtió en el creador de juego del Everton en 1989-1990 y formó una sociedad efectiva con Stuart McCall en el mediocampo para marcar 13 goles en sus 35 apariciones. Everton terminó la temporada en sexto lugar, unos 20 puntos por detrás del Liverpool.
Sin embargo, las intensas sesiones de carrera dirigidas por el entrenador Mick Lyons afectaron su rodilla derecha, y el 20 de septiembre de 1990 recibió un golpe en un partido de práctica, lo que requirió que se sometiera a otra operación en la rodilla derecha. Después del regreso de Howard Kendall como entrenador en noviembre de 1990, Whiteside logró aparecer en algunos juegos del equipo de reserva, pero esto solo retrasó lo inevitable y se vio obligado a retirarse a la edad de 26 años en junio de 1991. Tuvo un partido testimonial entre el Manchester United y el Everton en Old Trafford en mayo de 1992, pero como el United perdió el título la semana anterior, solo 7434 asistieron a la ocasión.

## Selección nacional
Participó en la Copa Mundial de Fútbol de 1982, celebrada en España, y en la Copa Mundial de Fútbol de 1986, que tuvo lugar en México.
Es el jugador más joven de la historia en participar en un Mundial de Fútbol, con 17 años y 41 días de edad en el momento de jugar su primer partido —el 17 de junio de 1982, en la primera ronda del Mundial de Fútbol celebrado ese año— contra la Selección de fútbol de Yugoslavia, partido que acabaría con un empate a cero. Fue internacional en 38 ocasiones con la Selección de fútbol norirlandesa, marcando 9 goles, y jugando entre 1982 y 1990. En 1991 una lesión muy grave lo retiró de las canchas con 26 años de edad.

### Participaciones en Copas del Mundo
| Mundial                        | Sede                     | Resultado                | Partidos | Goles | Prom. |
| ------------------------------ | ------------------------ | ------------------------ | -------- | ----- | ----- |
| Copa Mundial de Fútbol de 1982 | España                   | Segunda fase             | 5        | 0     | 0,00  |
| Copa Mundial de Fútbol de 1986 | México                   | Primera fase             | 3        | 1     | 0,33  |
| Total en Copas del Mundo       | Total en Copas del Mundo | Total en Copas del Mundo | 8        | 1     | 0,13  |

### Participaciones en eliminatorias
| Eliminatoria            | Resultado              | Partidos | Goles | Prom. |
| ----------------------- | ---------------------- | -------- | ----- | ----- |
| Eliminatorias Euro 1984 | No clasificado         | 6        | 2     | 0,33  |
| Eliminatorias 1986      | Clasificado            | 7        | 3     | 0,43  |
| Eliminatorias Euro 1988 | No clasificado         | 4        | 0     | 0,00  |
| Eliminatorias 1990      | No Clasificado         | 2        | 1     | 0,50  |
| Total en Eliminatorias  | Total en Eliminatorias | 19       | 6     | 0,32  |

## Estadísticas

### Clubes
Actualizado a fin de carrera deportiva.
| Club                               | Div.          | Temporada     | Liga  | Liga  | Copa  | Copa  | Internacional | Internacional | Total | Total | Media Goleadora |
| Club                               | Div.          | Temporada     | Part. | Goles | Part. | Goles | Part.         | Goles         | Part. | Goles | Media Goleadora |
| ---------------------------------- | ------------- | ------------- | ----- | ----- | ----- | ----- | ------------- | ------------- | ----- | ----- | --------------- |
| Manchester United F. C. Inglaterra |               |               |       |       |       |       |               |               |       |       |                 |
| 1.ª                                | 1981-82       | 2             | 1     | 0     | 0     | 0     | 0             | 2             | 1     | 0,50  |                 |
| 1.ª                                | 1982-83       | 39            | 8     | 16    | 6     | 2     | 0             | 57            | 14    | 0,25  |                 |
| 1.ª                                | 1983-84       | 37            | 10    | 8     | 1     | 6     | 1             | 51            | 12    | 0,24  |                 |
| 1.ª                                | 1984-85       | 27            | 9     | 7     | 4     | 5     | 0             | 39            | 13    | 0,33  |                 |
| 1.ª                                | 1985-86       | 37            | 4     | 14    | 4     | 0     | 0             | 51            | 8     | 0,16  |                 |
| 1.ª                                | 1986-87       | 31            | 8     | 6     | 2     | 0     | 0             | 37            | 10    | 0,27  |                 |
| 1.ª                                | 1987-88       | 27            | 7     | 8     | 3     | 0     | 0             | 35            | 10    | 0,29  |                 |
| 1.ª                                | 1988-89       | 6             | 0     | 0     | 0     | 0     | 0             | 6             | 0     | 0,00  |                 |
| Total club                         | Total club    | 206           | 47    | 59    | 20    | 13    | 1             | 278           | 68    | 0,24  |                 |
| Everton F. C. Inglaterra           | 1.ª           | 1989-90       | 27    | 9     | 8     | 4     | —             | —             | 35    | 13    | 0,37            |
| Everton F. C. Inglaterra           | 1.ª           | 1990-91       | 2     | 0     | 0     | 0     | —             | —             | 2     | 0     | 0,00            |
| Everton F. C. Inglaterra           | Total club    | Total club    | 29    | 9     | 8     | 4     | 0             | 0             | 37    | 13    | 0,35            |
| Total carrera                      | Total carrera | Total carrera | 235   | 56    | 67    | 24    | 13            | 1             | 315   | 81    | 0,26            |

## Palmarés
| Título           | Club                            | País       | Año  |
| ---------------- | ------------------------------- | ---------- | ---- |
| Community Shield | Manchester United Football Club | Inglaterra | 1983 |
| Copa de la Liga  | Manchester United Football Club | Inglaterra | 1983 |
| Copa de la Liga  | Manchester United Football Club | Inglaterra | 1985 |